# Hypolimnas curiosa
Hypolimnas curiosa är en fjärilsart som beskrevs av Swinhoe 1915. Hypolimnas curiosa ingår i släktet Hypolimnas och familjen praktfjärilar. Inga underarter finns listade i Catalogue of Life.